# Żaków (Łuków)
Żaków (niem. Klein Bogendorf; dawn. Mały Żaków, Mały Łuków) – niestandaryzowana część wsi Łuków w Polsce, położona w województwie lubuskim, w powiecie żarskim, w gminie Trzebiel.
Dawniej samodzielna wieś i gromada. Leży na wschód od Łukowa.

## Historia
Po II wojnie światowej Mały Żaków znalazł się na terenie tzw. Ziem Odzyskanych (tzw. II okręg administracyjny – Dolny Śląsk), gdzie utworzył gromadę w gminie Zagłoby. 28 czerwca 1946 gmina Zagłoby – jako jednostka administracyjna powiatu żarskiego – weszła w skład nowo utworzonego woj. wrocławskiego.
W 1947 roku gromady Łuków i Mały Żaków włączono do strefy nadgranicznej.
6 lipca 1950 wraz z całym powiatem żarskim weszły w skład nowo utworzonego woj. zielonogórskiego.
W latach 1975–1998 miejscowość administracyjnie należała do województwa zielonogórskiego.